# イマージュ (宝塚歌劇)
『イマージュ』は宝塚歌劇団の舞台作品。月組公演。
宝塚における併演作品は『恋こそ我がいのち』-スタンダール作『赤と黒』より-、東京は『赤と黒』。

## 解説
※『宝塚歌劇年100史（舞台編）』の宝塚大劇場公演のページを参照。
レオナルド・ダ・ヴィンチの「モナ・リザ」、ジャン＝フランソワ・ミレーの「晩鐘」等、古今の名画をイメージして構成されたレビュー作品。ポピュラーなヒット曲や懐かしのナンバーを使用した作品。フィナーレはブロードウェイの曲で綴られた。鳳蘭も特別出演をした。

## 公演期間と公演場所
- 1975年10月2日 - 11月11日　宝塚大劇場[1]
- 1976年3月3日 - 3月24日　東京宝塚劇場[2]

## 宝塚大劇場公演のデータ
形式名は「グランド・レビュー」。24場。

### スタッフ（宝塚大劇場公演）
- 作・演出小原弘稔[1]
- 音楽：中井光晴[3]、中元清純[3]、吉﨑憲治[3]、南安雄[3]、中川昌[3]
- 音楽指揮：溝口堯[3]
- 振付：岡正躬[3]、喜多弘[3]、羽山紀代美[3]、県洋二[3]、山田卓[3]、中川久美[3]
- 装置：石浜日出雄[3]
- 衣装：任田幾英[3]
- 照明：今井直次[4]
- 音響・録音：松永浩志[4]
- 小道具：万波一重[4]
- 効果：川ノ上智洋[4]
- 合唱指導：十時一夫[4]
- 演出助手：太田哲則[4]、三木章雄[4]
- 制作：橋本雅夫[4]
- ヘア・デザイン：和田好弘[4]